# 1815年坦博拉火山爆发

1815年東南亞火山灰厚度

1815年坦博拉火山爆发，是指荷属东印度坦博拉火山于1815年爆发的事件。这次火山爆发是人類歷史上最大規模的火山爆發，规模相当于米诺斯火山爆发。这次事件直接造成了坦博拉文化的灭亡，并且间接造成了之后的无夏之年等一系列后续影响。这次巨大的喷发对当时人类文明进程的影响仍未被完全了解，是一个非常有启发的课题。

## 过程
1815年4月5日–12日，坦博拉火山发生了人類歷史上最大規模的火山爆發，等級為火山爆發指數7，釋放超過1000億立方公尺的物質 在远在200公里外的苏门答腊岛也听见了这次爆发。大量的火山灰落在了远达婆罗洲、苏拉威西岛、爪哇岛和摩鹿加群岛的区域。坦博拉火山所噴出的火山灰總體積多達150立方公里，而且抵達高至44公里之平流層。遠至英國倫敦亦可見因火山灰而出現的日落彩霞。而人类历史上另一次同等规模的火山爆发发生在大约公元前16世纪的米诺斯火山爆发，据信那次火山爆发直接导致了克里特岛文明的没落。火山爆发造成了至少71,000人的死亡，其中有11,000–12,000人是直接死于火山爆发；大部分作者估计有92,000人死亡，但也有人指出，这一数字是一个过高的估计。

## 影响
这次火山爆发造成全球气候异常，遠至北美洲和欧洲的气候也深受影响，1816年成为“無夏之年”。北半球农作物欠收，家畜死亡，导致19世纪最严重的饥荒，其中中国清朝云南也出现严重饥荒，史称嘉庆云南大饥荒。
2004年，一支考古队在挖掘中发现了被1815年坦博拉火山爆发所掩埋的坦博拉文化遗蹟。据信1815年坦博拉火山爆发造成了坦博拉文化的灭亡。
因为强大的火山喷发将影响数百万印度尼西亚人，直至今日，坦博拉火山仍被密切监测火山活动。